# 불타는 사랑
《불타는 사랑》(영어: Pyrates)은 미국에서 제작된 노아 스턴 감독의 1991년 코미디 영화이다. 케빈 베이컨, 키라 세지윅 등이 출연하였고, 조너선 퓨리 등이 제작에 참여하였다. VHS는 1991년 12월 18일 발매되었다.

## 출연진
- 케빈 베이컨
- 키라 세지윅
- 브루스 페인
- 크리스틴 더틸로
- 버클리 해리스
- 데버라 팰커너
- 데이비드 프레스먼
- 레이먼드 오코너
- 번 피븐
- 미키 존스

## 기타 제작진
- 공동 제작: 조엘 해치
- 배역: 조리 와이츠
- 미술: 셔먼 윌리엄스